# Rinat Shaham
Pour les articles homonymes, voir Shaham.
Rinat Shaham (hébreu : רינת שחם) est une mezzo-soprano née le 5 octobre 1980 à Haïfa, en Israël, connue pour ses interprétations sur scène à l'opéra, en concert, et en récital.
Elle a notamment interprété le rôle de Dorabella de Così fan tutte, ainsi que le rôle de Chérubin des Noces de Figaro, par exemple au festival de Salzbourg. Elle a aussi tenu le rôle-titre de Carmen au festival de Glyndebourne.

## Discographie
- Le Barbier de Séville de Rossini (rôle de Rosine[3]), chez Dynamic
- Les Noces de Figaro de Mozart (rôle de Chérubin), Festival de Salzbourg 2006, sous le label BBC / Opus Arte (DVD et Blu-Ray)
- L'Enfant et les Sortilèges / Ma mère l'Oye, de Maurice Ravel, chez Deutsche Grammophon.